# Paolo Bernardini (storico)
Paolo Luca Bernardini (Genova, 31 marzo 1963) è uno storico italiano.

## Biografia[1]
Direttore e primo proponente del Dipartimento di Scienze Umane e dell'Innovazione per il Territorio presso la Università degli Studi dell'Insubria. Fellow presso la Accademia dei Lincei di Roma, al Centro Linceo Interdisciplinare Beniamino Segre, per il triennio accademico 2016-2019 e professore ordinario presso la Università degli Studi dell'Insubria, a Como, dal 2006. Fellow dello Hamburg Institute for Advanced Study nell'anno accademico 2021-2022. 
Laureatosi in filosofia a Genova nel 1987.
Ha svolto il servizio militare nella Marina militare italiana come ufficiale di complemento dal 1987 al 1989.
Ha conseguito il dottorato di ricerca in storia e civiltà presso l'Istituto universitario europeo di Firenze nel 1994.
È stato Human Capital and Mobility Fellow e Marie Curie Fellow della Unione europea. Ha insegnato, in Italia, all'Università degli Studi di Torino, all'Università degli Studi di Parma (nel quadro del programma Rientro dei cervelli del MIUR) e all'Università degli Studi di Padova.
Ha insegnato inoltre presso la University of Technology, Sydney, Australia; in Inghilterra, presso la University of Essex; negli Stati Uniti, presso la University of Pittsburgh come Fulbright Professor, e presso la University of Missouri-St. Louis.
Ha creato, e diretto per otto anni (2001-2009), il Center for Italian and European Studies della Boston University, uno dei maggiori centri di insegnamento e ricerca americani in Italia.
È stato visiting professor presso la University of Cape Town in Sudafrica e presso la University of Hong Kong nel 2009.
Ha svolto la propria attività di ricerca negli Stati Uniti, presso la Louisiana State University, la John Carter Brown Library della Brown University e lo Institute for Advanced Study di Princeton. È stato Maurice Amado Fellow presso UCLA.
In Germania, ha lavorato presso la Herzog-August-Bibliothek di Wolfenbüttel e il Max-Planck-Institut per la Storia di Gottinga. In Inghilterra, presso il Warburg Institute a Londra e il Parkes Institute a Southampton.
In Italia, ha svolto attività di ricerca presso la Fondazione Luigi Einaudi di Torino e la Scuola Normale Superiore di Pisa, più di recente ha collaborato con l'Istituto Bruno Leoni di Torino.
Dal 10 marzo 2005 è fellow del Ludwig von Mises Institute di Auburn (Alabama).
Dal 1º dicembre 2006 è professore ordinario di Storia moderna.
Dal 1º agosto al 28 ottobre 2010 è stato presidente della St. John International University, attiva dal 2009, con sede a Vinovo presso Torino. Si tratta della più giovane fra le tre università americane in Italia, tutte e tre private, dopo la American University of Rome, costituita nel 1969, e la John Cabot University, costituita nel 1972, anch'essa a Roma, e della prima e unica dedicata interamente allo studio e all'insegnamento dello sviluppo sostenibile. È stato il secondo presidente italiano di una università americana nella storia, dopo Franco Pavoncello, presidente della John Cabot University dal 2006. Dal 2009 è direttore didattico della Scuola di Energetica Junghiana "Hui Neng" di Genova.
Il suo libro Le rive fatali di Keos è stato segnalato come uno dei libri dell'anno dal The Times Literary Supplement dell'8 dicembre 2010.
È stato selezionato come inaugural fellow dell'Institute for Advanced Study della University of Notre Dame, Indiana, USA, nel semestre primaverile del 2010-2011.
Ha vinto una fellowship nel 2011 per svolgere uno studio sulla controversia dei riti cinesi presso la University of San Francisco, università retta da gesuiti.
È stato designato come uno dei selezionatori degli artisti italiani per la Biennale di Venezia del 2011. Ha presentato l'artista veneto Paolo Bozzato.
Nel 2014 ha ottenuto l'idoneità a direttore d'istituto del CNR.
Nel 2015 è stato invitato come inaugural fellow presso il Maimonides Centre for Advanced Study della Università di Amburgo, creato e diretto da Giuseppe Veltri, unico studioso proveniente da un ateneo italiano.
Nel 2016 ha collaborato alla "Oxford Illustrated History of the World" della Oxford University Press, curata da Felipe Fernandez-Armesto.
Nel 2017, il suo libro La libertà, per esempio. Questioni mediterranee e idee liberali (Marcianum Press, Venezia) è stato indicato come "Summer read" per il 2017 dal Times Higher Education Supplement.
Nel 2023 gli è stato conferito il Premio Internazionale "Luigi Tartufari" per la Storia da parte dell'Accademia dei Lincei . 

## Pensiero[1]
La ricerca storiografica di Paolo Bernardini, storico e scrittore cattolico, è dedicata soprattutto al Settecento, nel solco del magistero di Salvatore Rotta, alla storia dell'ebraismo in Europa, e alla storia della prima età moderna. Paolo Bernardini si occupa anche di storia degli Stati Uniti e di storia contemporanea, con particolare attenzione agli ebrei nel Novecento. Le sue opere si ispirano al liberalismo classico, alla scuola di pensiero che va da John Locke a Murray N. Rothbard e agli attuali autori libertari. All'inizio della sua carriera, tra la prima metà degli anni settanta del Novecento e i primi anni novanta, Paolo Bernardini è stato vicino alla teoria critica, soprattutto al pensiero di Theodor Adorno, spostandosi progressivamente su posizioni liberali classiche e poi del tutto libertarie e anti-stataliste. Fino al libro del 2004, Pensare e potere, il suo pensiero era ancora lontano dalla scuola libertaria, abbracciata subito dopo. Ha contribuito alle pubblicazioni elettroniche dell'Istituto Bruno Leoni di Torino. Ha collaborato con articoli ed editoriali di argomento libertario su giornali quali il Corriere del Veneto, il dorso veneto del Corriere della Sera e La Provincia di Como. Ha collaborato a Press News Veneto (PNV), giornale elettronico, e a Enclave e I fogli di Enclave. Ha collaborato in passato con L'Opinione, L'Occidentale, L'Indipendente, Il Domenicale, La Difesa del Popolo e l'Istituto Venezie e a L'Indipendenza, quotidiano elettronico. Collabora con Miglioverde. Nel suo libro, del 2011, dal titolo Minima libertaria, si confronta criticamente con la teoria critica, rovesciando la critica al sistema capitalistico di Adorno in una critica libertaria al sistema degli stati.

## Impegno politico[13]
Personaggio di spicco nell'indipendentismo veneto è uno dei fondatori del partito politico "Indipendenza Veneta".
Nel 2011 ha pubblicato il libro "Minima Libertaria" nel quale auspica la separazione del Veneto dal resto del Paese e la rifondazione della Repubblica di Venezia.
In numerose conferenze e trasmissioni televisive si è manifestato favorevole al progetto di legge Regionale per indire il Referendum per l'Indipendenza del Veneto.

## Opere[17]
Si possono raggruppare in tre settori principali: gli studi sui rapporti sociali, intellettuali e politici tra ebrei e cristiani nel periodo moderno e contemporaneo, soprattutto in Italia e in Europa; gli studi su Settecento e Illuminismo, gli studi di teoria politica e di storia degli Stati Uniti d'America.

### Storia dei rapporti ebraico-cristiani
- Un ghetto al tramonto. Tre studi sull'ebraismo mantovano del Settecento, Milano, Mimesis, 2023.
- Episodes in Early Modern and Modern Christian-Jewish Relations: Diasporas, Dogmas, Differences, Newcastle Upon Tyne, CSP, 2016.
- The Jews, Instructions for Use: Four Eighteenth-century Projects for the Emancipation of the Jews, scritto con Diego Lucci, Boston, ASP, 2012.
- Con Gadi Luzzatto Voghera e Piergabriele Mancuso, Gli ebrei e la destra. Nazione, stato, identità, famiglia, curatore, Roma, Aracne, 2007.
- Con Gadi Luzzatto Voghera e Diego Lucci, La memoria del male. Percorsi tra gli stermini del Novecento e il loro ricordo, curatore, Padova, CLEUP, 2006.
- Con Norman Fiering, The Jews and the Expansion of Europe to the West: 1450-1800, curatore, Oxford-New York, Berghahn, 2001. Paperback, 2003.
- David Sorkin, Moses Mendelssohn. Il maestro dell'Illuminismo ebraico, curatore e traduttore, Genova, ECIG, 2000.
- John Toland, Ragioni per naturalizzare gli ebrei in Gran Bretagna e Irlanda (London, 1714), curatore, trad. it. di Laura Orsi, Firenze, La Giuntina, 1998.
- La sfida dell'uguaglianza. Gli ebrei a Mantova nell'età della rivoluzione francese, Roma, Bulzoni, 1996.
- La questione ebraica nel tardo illuminismo tedesco. Studi intorno allo 'Über die bürgerliche Verbesserung der Juden' di C. W. Dohm (1781), Firenze, La Giuntina, 1992.

### Studi settecenteschi e sulla prima età moderna
- Storia diplomatica come storia culturale nel Settecento italiano da Pietro Paolo Celesia a Carlo Goldoni, Mantova, Istituto Mantovano di Storia Contemporanea, 2024.
- Calogero Farinella, Opere, direttore generale dell'edizione, Genova, Accademia Ligure di Scienze e Lettere, 2023-
- "Di dolore ostello". Pagine di storia italiana, Vicenza, Ronzani, 2022.
- Salvatore Rotta, Geminiano Montanari e altri studi di storia della scienza nella prima età moderna, co-curatore, Milano, Mimesis, 2019.
- Le rive fatali di Keos. Il suicidio nella storia intellettuale europea da Montaigne a Kant, Torino, Fondazione Fabretti, 2009.
- Con Diego Lucci, Luigi Castiglioni, Lettere dalla Francia (1784) Viaggio in Inghilterra (1784-1785), Novi Ligure, Le città del silenzio, 2009.
- Giacomo Casanova, Dialoghi sul suicidio, Roma, Aracne, 2005.
- La Germania e l'Europa. Studi su politica, religione e filosofia del Settecento tedesco, Pisa, Scuola Normale Superiore, 2002.
- Mongolfiere e canarini. Il carteggio Parisetti-Buonafede (1782-1784) e la cultura settecentesca, Genova, Accademia Ligure di Scienze e Lettere, 1997.
- Literature on Suicide 1516-1815: A Bibliographical Essay, Lewiston, Mellen, 1996.
- Le corrispondenze diplomatiche di Pietro Paolo Celesia dalla corte di Spagna, 1784-1788. Una scelta, curatore, Genova, Istituto Colombiano, 1995.
- Magnifici e re. Le corrispondenze diplomatiche di Pietro Paolo Celesia dalla corte di Spagna, 1784-1788, Genova, Istituto Colombiano, 1994.
- Friedrich Heinrich Jacobi, Allwill, Milano, Guerini & Associati, 1991.
- Aufklärung e Beamtentum. I. Metodo storiografico e teoria dell'economia in C. W. Dohm (1773-1779), Annali della Fondazione Luigi Einaudi, Torino, XXIII, 1989.

### Studi di teoria politica, di storia americana e contemporanea, e raccolte di articoli giornalistici
- Le lettere e gli spiriti. Itinerari eccentrici nella letteratura italiana, Milano, Aesthetica, 2025.
- Mario Manlio Rossi, Guida dell'Europa minore, co-curatore, con Erica Baricci e Elisa Bianco, Milano, Mimesis, 2025
- Georg Moenius: Un prete cattolico contro il nazionalsocialismo (1890-1953), con Karin Wiesner e Federica Beretta, Milano, Mimesis, 2024
- Mario Manlio Rossi, Una difesa dell'uomo, co-curatore, con Laura Orsi, Vicenza, Ronzani, 2022.
- La parte migliore del mondo. Scritti sull'America, Vicenza, Ronzani, 2021.
- Vie libere. Topografia di anime in una città immaginaria, Macerata, Liberilibri, 2019.
- Frammenti di un discorso liberale, Novi Ligure, Città del Silenzio, 2018.
- Homosexuality in Italian Literature, Culture, Society 1789-1919, Newcastle upon Tyne, CSP, 2017. Curatore con L. Benadusi, E. Bianco, P. Guazzo.
- La libertà, per esempio. Questioni mediterranee e idee liberali, Venezia, Marcianum Press, 2017.
- Le altrui scale. Scritti di liberalismo classico e indipendentismo, Varese, Libreria San Giorgio, 2015.
- Venetia. Tessere di un mosaico infinito, Milano, Mimesis, 2015.
- Napoleone Colajanni, L'Italia del 1898. Tumulti e reazione, Milano, Libreria San Giorgio, 2014. Introduzione.
- Francesco Ferrara, Libertà in tutto e per tutti, Milano, Libreria San Giorgio, 2014. Introduzione.
- Il liberalismo come visione del mondo. Otto studi di liberalismo classico, Mantova, Universitas Studiorum, 2013.
- Voglio morire! Suicide in Italian Literature, Culture and Society 1789-1915, curatore, con Anita Virga, Newcastle upon Tyne, Cambridge Scholars Publishing, 2013.
- Letteratura, filosofia, politica, a cura di Elisa Bianco, ebook, www.storiamediterranea.it, 2011.
- Minima libertaria. Meditazioni dalla libertà offesa, Treviglio, Leonardo Facco editore, 2011.
- Fragments from a Land of Freedom. Essays on American Culture Around the Year 2000, Washington, New Academia, 2010.
- Di qua e di là del mare. Venezia e il mondo universo, a cura di Elisa Bianco, Fano, Aras, 2010.
- Anthony de Jasay, Fabio Gallazzi, Andrea Merlo, Per un Natale Liberale, curatore, Genova, Stefano Termanini Editore, 2008.
- America. Un liberale guarda alla terra della libertà, Macerata, Liberilibri, 2008. Ebook, 2012, Bookrepublic.
- Con Laura Orsi, Thomas E. Woods jr, Come la Chiesa cattolica ha costruito la civiltà occidentale, curatore, Siena, Cantagalli, 2007.
- Pensare e potere. Per una nuova teoria critica del politico, Padova, CLEUP, 2004.
- Nulla dies. Meditazioni sulla liberta' e la sua assenza, Padova, CLEUP, 2003.
- La veglia della ragione, Rovagnate, Edizioni Biografiche, 2002.
- Una sfinge senza enigmi. Aspetti, figure e momenti di vita, cultura e civiltà dagli Stati Uniti contemporanei, Firenze, Le Lettere, 2001.